# Madden NFL 16
Madden NFL 16 är ett amerikanskt fotbollsportspel baserat på National Football League och publicerad av EA Sports för PlayStation 3, PlayStation 4, Xbox 360 och Xbox One. Madden 16 introducerade det nya spelläget "Draft Champions" till Madden. Spelet släpptes den 25 augusti 2015